# 14e cérémonie des British Independent Film Awards
La 14e cérémonie des British Independent Film Awards, organisée par le jury du Festival de Raindance, a eu lieu le 4 décembre 2011, et a récompensé les films indépendants réalisés dans l'année.

## Palmarès

### Meilleur film
- Tyrannosaur
  - Senna
  - Shame
  - La Taupe (Tinker Tailor Soldier Spy)
  - We Need to Talk about Kevin

### Meilleur réalisateur
- Lynne Ramsay pour We Need to Talk about Kevin
  - Ben Wheatley pour Kill List
  - Steve McQueen pour Shame
  - Tomas Alfredson pour La Taupe (Tinker Tailor Soldier Spy)
  - Paddy Considine pour Tyrannosaur

### Meilleur acteur
- Michael Fassbender pour le rôle de Brandon dans Shame
  - Brendan Gleeson pour le rôle du sergent Gerry Boyle dans L'Irlandais (The Guard)
  - Neil Maskell pour le rôle de Jay dans Kill List
  - Gary Oldman pour le rôle de George Smiley dans La Taupe (Tinker Tailor Soldier Spy)
  - Peter Mullan pour le rôle de Joseph dans Tyrannosaur

### Meilleure actrice
- Olivia Colman pour le rôle de Hannah dans Tyrannosaur
  - Rebecca Hall pour le rôle de Florence Cathcart dans La Maison des ombres (The Awakening)
  - Mia Wasikowska pour le rôle de Jane Eyre dans Jane Eyre
  - MyAnna Buring pour le rôle de Shel dans Kill List
  - Tilda Swinton pour le rôle d'Eva Khatchadourian dans We Need to Talk about Kevin

### Meilleur acteur dans un second rôle
- Michael Smiley pour le rôle de Gal dans Kill List
  - Tom Hardy pour le rôle de Ricki Tarr dans La Taupe (Tinker Tailor Soldier Spy)
  - Benedict Cumberbatch pour le rôle de Peter Guillam dans La Taupe (Tinker Tailor Soldier Spy)
  - Eddie Marsan pour le rôle de James dans Tyrannosaur
  - Ezra Miller pour le rôle de Kevin Khatchadourian dans We Need to Talk about Kevin

### Meilleure actrice dans un second rôle
- Vanessa Redgrave pour le rôle de Volumnia dans Coriolanus
  - Felicity Jones pour le rôle de Beth dans Albatross
  - Carey Mulligan pour le rôle de Sissy dans Shame
  - Sally Hawkins pour le rôle de Jill Tate dans Submarine
  - Kathy Burke pour le rôle de Connie Sachs dans La Taupe (Tinker Tailor Soldier Spy)

### Meilleur espoir
- Tom Cullen – Week-end (Weekend)
  - Jessica Brown Findlay – Albatross
  - John Boyega – Attack the Block
  - Craig Roberts – Submarine
  - Yasmin Paige – Submarine

### Meilleur scénario
- Submarine – Richard Ayoade
  - L'Irlandais (The Guard) –  John Michael McDonagh
  - Kill List – Ben Wheatley et Amy Jump (en)
  - Shame – Abi Morgan et Steve McQueen
  - We Need to Talk about Kevin – Lynne Ramsay et Rory Kinnear

### Meilleure production
- Week-end (Weekend)
  - Kill List
  - Tyrannosaur
  - Wild Bill
  - Rock'n'Love (You Instead)

### Meilleur technicien
- La Taupe (Tinker Tailor Soldier Spy) – Maria Djurkovic (décors)
  - Senna – Chris King et Gregers Sall (montage)
  - Shame – Sean Bobbitt (photographie)
  - Shame – Joe Walker (montage)
  - We Need to Talk about Kevin – Seamus McGarvey (photographie)

### Meilleur documentaire britannique
- Senna
  - Hell and Back Again
  - Un jour dans la vie (Life in a Day)
  - Le Projet Nim (Project Nim)
  - TT3D: Closer to the Edge

### Meilleur court métrage britannique
- Chalk
  - 0507
  - Love At First Sight
  - Rite
  - Rough Skin

### Meilleur film étranger
- Une séparation (جدایی نادر از سیمین) •  Iran
  - Animal Kingdom •  Australie
  - Drive •  États-Unis
  - Pina •  Argentine
  - La piel que habito •  Espagne

### Douglas HickoxAward
Meilleur premier film.
- Paddy Considine – Tyrannosaur
  - Joe Cornish – Attack the Block
  - Ralph Fiennes – Coriolanus
  - John Michael McDonagh – L'Irlandais (The Guard)
  - Richard Ayoade – Submarine

### RaindanceAward
- Leaving Baghdad
  - Acts of Godfrey
  - Black Pond
  - Hollow
  - A Thousand Kisses Deep

### Richard HarrisAward
- Ralph Fiennes

### VarietyAward
- Kenneth Branagh

### Special Jury Prize
- Graham Easton